# Štefan Cuk
Štefan Cuk, slovenski judoist, * 19. avgust 1962, Celje.
Cuk je za Slovenijo nastopil na Poletnih olimpijskih igrah 1992 v Barceloni, kjer je v poltežki kategoriji osvojil 13. mesto. Trenutno preživlja preostanek kariere na Srednji Gradbeni šoli in gimnaziji Maribor, kot profesor športne vzgoje.